# الكسندر مونرو مارتن
الكسندر مونرو مارتن هو سياسي كندي، ولد في 21 ديسمبر 1852، وتوفي في 2 ديسمبر 1915. حزبياً، نشط في الحزب الليبرالي الكندي. وقد انتخب عضو مجلس العموم الكندي.